# Stanisław Łałowski
Stanisław Łałowski znany też jako Stan Lalowski (ur. 23 kwietnia 1952, zm. 23 lutego 2008) – polski pianista jazzowy.
Absolwent i późniejszy profesor Konserwatorium Wiedeńskiego, a także absolwent Papieskiego Wydziału Teologicznego w Warszawie. Wykonywał zarówno utwory jazzowe jak i kompozycje klasyków muzyki poważnej Fryderyka Chopina, Ferenca Liszta, Ludwiga van Beethovena oraz ”Koncert Warszawski” Richarda Addinsella. Występował u boku takich gwiazd jak Miles Davis czy Charles Aznavour, a także na takich imprezach jak  Jazz Jamboree Festival czy wesele aktorki Sylvii Kristel.

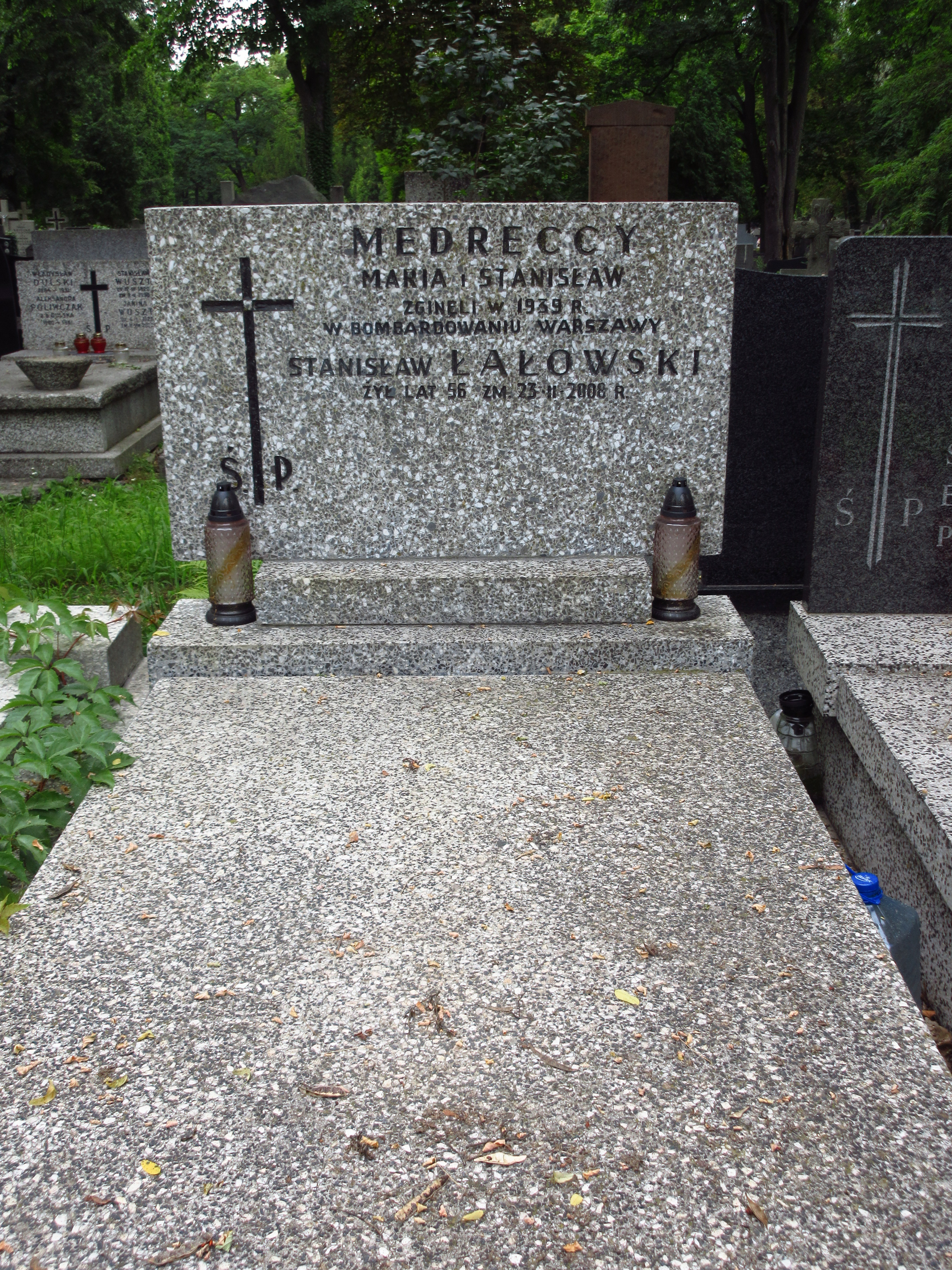
Grób Stanisława Łałowskiego na Cmentarzu Bródnowskim.

Mieszkał w Nowym Przewodowie w powiecie pułtuskim. Przez cały okres zamieszkania w okolicach Pułtuska dawał nie zliczoną ilość koncertów w kościołach, Domu Polonii, MCKiS i innych. Na kilka miesięcy przed śmiercią zachorował na chorobę nowotworową lewego płuca. 29 listopada 2007 r., w kinie ”Narew” w Pułtusku odbył się z inicjatywy muzyka Fryderyka Pawelca, MCKiS oraz Pułtuskiej Gazety Powiatowej, koncert charytatywny z którego środki przeznaczone zostały na leczenie pianisty. W czasie koncertu wystąpili między innymi Dorota Lanton, Bogusław Nowicki, Wojciech Gęsicki, kwartet klarnetowy Poco Leggiero oraz  zespół The Castle Band. Koncert połączony był z aukcją prac pułtuskich artystów, prowadzona przez znanego aktora Stanisława Banasiuka. Drugi koncert charytatywny na rzecz Stanisława Łałowskiego odbył się w styczniu 2008 r., w  Miejskim Centrum Kultury i Sztuki w Pułtusku. Stanisław Łałowski wystąpił po raz ostatni 17 lutego 2008 r.,  podczas wernisażu prac fotografa Wojciecha Smółkowskiego pt. ”W świecie mgieł” na Górnym Krużganku pułtuskiego Zamku. Muzyk został pochowany 3 marca 2008 na cmentarzu Bródnowskim w Warszawie (kwatera 47F-1-3).